# New York State Assembly

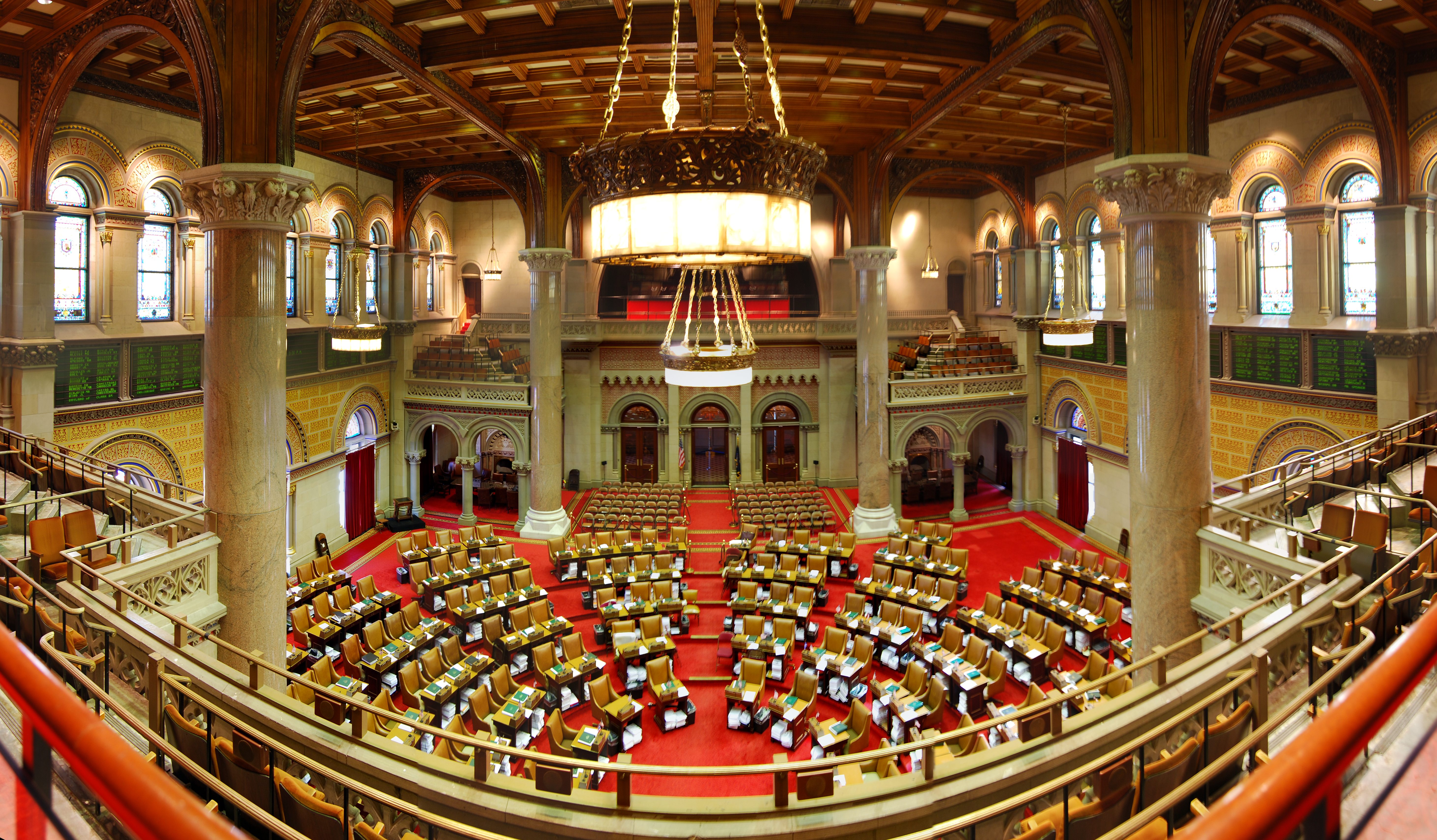
Sitzungssaal der New York State Assembly

Die New York State Assembly ist das Unterhaus der New York State Legislature, der Legislative des US-Bundesstaates New York.
Die Parlamentskammer setzt sich aus 150 Abgeordneten zusammen, die jeweils einen Wahldistrikt repräsentieren. Jede dieser festgelegten Einheiten umfasst eine Zahl von durchschnittlich 127.000 Einwohnern. Die Abgeordneten werden jeweils für zweijährige Amtszeiten gewählt; eine Beschränkung der Amtszeiten existiert nicht. Der Sitzungssaal der State Assembly befindet sich gemeinsam mit dem Senat von New York im State Capitol in der Hauptstadt Albany.

## Struktur der Kammer
Der Speaker hat den Vorsitz. Er wird zunächst von der Mehrheitsfraktion der Kammer gewählt, ehe die Bestätigung durch das gesamte Parlament folgt. Der Speaker ist auch für den Ablauf der Gesetzgebung verantwortlich und überwacht die Abstellungen in die verschiedenen Ausschüsse.
Weitere wichtige Amtsinhaber sind der Mehrheitsführer (Majority leader) und der Oppositionsführer (Minority leader), die von den jeweiligen Fraktionen gewählt werden.
Seit 1975 haben die Demokraten die Mehrheit im Unterhaus von New York.

### Zusammensetzung nach der Wahl im Jahr 2022
| Partei | Partei                 | Abgeordnete |
| ------ | ---------------------- | ----------- |
|        | Demokratische Partei   | 102         |
|        | Republikanische Partei | 48          |
| Summe  | Summe                  | 150         |

### Wichtige Mitglieder
| Position                            | Name                  | Partei       |
| ----------------------------------- | --------------------- | ------------ |
| Speaker                             | Carl Heastie          | Demokrat     |
| Speaker pro tempore                 | Jeffrion L. Aubry     | Demokrat     |
| Mehrheitsführer / Majority Leader   | Crystal Peoples-Stoke | Demokrat     |
| Oppositionsführer / Minority Leader | William A. Barclay    | Republikaner |